# 森喜酒造場
合名会社森喜酒造場（もりきしゅぞうじょう）は、三重県伊賀市千歳に本社を置く酒造メーカー。

## 沿革
創業は1893年（明治26年）、伊賀市の北部千歳に蔵を構える。初代蔵元・森喜啓一郎が、ある僧侶に井戸を掘りあててもらったことから妙法蓮華経に因んだ「妙の華」という銘柄が名付けられた。

## 銘柄
- 妙の華（たえのはな）
- 英（はなぶさ）
- るみ子の酒

### るみ子の酒
るみ子の酒は、「特別純米にごり生原酒」を含む純米酒の銘柄。吟醸酒もある。
命名の由来は森喜酒造場の専務の女性。専務が先代の闘病で実家の蔵元を引き継いだ頃にコミックが発刊されていた「夏子の酒」（主人公の佐伯夏子は、兄の急逝で実家の蔵元を継いだ設定）に感動し、作者の漫画家・尾瀬あきらにレターを出したことから、尾瀬との交流が始まり、純米酒の新造にあたって尾瀬が1992年（平成4年）に命名し、パッケージイラストを描いている 。
『るみ子の酒』のラインナップ
- 特別純米にごり生原酒 - 後述参照。特別純米にごり生原酒のみ冬季限定発売。
- 純米酒るみ子の酒 - アルコール度数を14度まで下げ飲みやすくした「無濾過生14度」などがある。
- 純米吟醸 るみ子の酒
- 純米大吟醸 るみ子の酒

#### メディアでの紹介
2003年（平成15年）4月4日に放送された朝日放送『探偵!ナイトスクープ』で、『爆発する酒』として登場し、全国にその名を知らしめた。

ネタに使われた酒は、冬季限定発売の活性酒の「るみ子の酒 活性にごり生原酒」。

火入れをしていないため瓶の中で発酵が続いており、そのまま開栓すると中身が噴出し、濁りの部分だけが残ってしまうので注意が必要。瓶を振らずに栓を押さえて、金具を少しずつ開けてガスを抜くと飲みやすくなる。

## アクセス
- 西日本旅客鉄道（JR西日本）関西本線 佐那具駅より徒歩15分